# Chasmanthium
Chasmanthium  Link é um género botânico pertencente à família Poaceae, subfamília Centothecoideae, tribo Centotheceae.
Suas espécies ocorrem na América do Norte.

## Sinônimo
- Gouldochloa J.Valdes, Morden & S.L.Hatch

## Espécies
- Chasmanthium curvifolium (Valdés Morden & Hatch) J.K.Wipff & S.D.Jones
- Chasmanthium gracile Link
- Chasmanthium latifolium (Michx.) H.O. Yates
- Chasmanthium laxum (L.) H.O.Yates
- Chasmanthium nitidum (Baldw.ex Ell.) Yates
- Chasmanthium ornithorhynchum (Steud.) H.O.Yates
- Chasmanthium ornithoryncha Nees ex Steud.
- Chasmanthium sessiliflorum (Poir.) H.O.Yates